# Вулиця Винниченка (Львів)
Ву́лиця Винниче́нка — вулиця у Галицькому районі міста Львова, в історичному центрі. Сполучає площу Соборну з вулицями Максима Кривоноса та Замковою.

## Історія і назва
- Широка за бернардинами. Є відомості, що під такою назвою не пізніше 1544 року вже існувала початкова частина вулиці. Проходила паралельно до східного (тильного) муру Бернардинського монастиря на ділянці від нинішньої площі Соборної до вул. Личаківської.
- У 1828 році згадується як Панська вища.
- 1871 року нова назва — Чарнецького на честь польського полководця Стефана Чарнецького. Разом із перейменуванням, припинили своє існування та увійшли до складу вулиці дві площі:

- Площа Архієпископська або Єпископська, знаходилась перед Палацом римо-католицьких архієпископів. До неї початково належали усі будинки з парного боку майбутньої вулиці від Палацу архієпископів (№ 32) до нинішнього будинку НТШ (№ 24).
- Площа вогневого пікету, що над нинішнім підземним переходом на Т-подібному перехресті з Личаківською. Назва походила від пожежного управління, що знаходилось тут.

- Радянська — названа так у 1940 році за часів радянської окупації.
- У серпні 1941 року під час німецької окупації повернено стару назву — Чарнецького.
- Від листопада 1941 — Дістріктштрассе. Назва пов'язана із адміністрацією Дистрикту Галичина, що на той час містилася у колишньому будинку Галицького намісництва.
- У липні 1944 втретє повернено назву Чарнецького.
- У грудні 1944 року вдруге отримала назву Радянська.
- сучасна назва від 1992 року, на честь Володимира Винниченка, українського письменника і драматурга, голови першого уряду УНР.

## Опис
Вулиця розташована у межах Личаківського району міста Львова. Початкова ділянка до перехрестя із вулицею Личаківською, є межею Личаківського та Галицького районів. Бере початок від перехрестя із вулицею Франка і площею Соборною, завершується Т-подібним перехрестям з вулицями Максима Кривоноса та Замковою. До парного боку прилучаються: вулиця Личаківська, площа Митна, вулиця Просвіти, вулиця Лисенка. До непарного — вулиця Підвальна. Рух транспорту ускладнений перекритою ділянкою навпроти будинків Львівської обласної ради та Львівської ОДА, що використовується для паркування службового автотранспорту. Об'їзд даної ділянки здійснюється через вулицю Підвальну. З непарного боку забудова вулиці присутня лише на самому початку (будинки № 1 та 3). Наступний будинок під № 7 існував до 1900-х років. Нині на його місці влаштовано один із виходів підземного переходу та реконструйована частина каналу з містком до Глинянської брами Бернардинського монастиря.
У грудні 2002 року у сквері «На Валах», навпроти будинку Обласної державної адміністрації відкрито пам'ятник першому демократично обраному голові обласної ради, лідеру Народного Руху України В'ячеславу Чорноволу. Скульптор Іван Самотос, архітектор Василь Каменщик.

## Археологічні дослідження
Перед встановленням пам'ятника В'ячеславу Чорноволу було проведено археологічне дослідження ділянки під майбутнім фундаментом. Майже від поверхні й до глибини 6 м виявлено залишки мурованого ескарпу валу третьої міської оборонної лінії XV—XVII століть, а також сліди поселень XV—XVIII століть. Знайдено також велику кількість уламків керамічного та скляного посуду, кахлів, архітектурних деталей, німецьку монету XV—XVI століть, мідну боратинку XVII століття, крейцер 1780 року. Дослідження проведено філією підприємства «Галстар», Архітектурно-археологічною службою міста Львова, Рятівною археологічною службою України, Інститутом українознавства імені І. Крип'якевича, Інститутом археології НАН України.

## Забудова

### З непарного боку вулиці

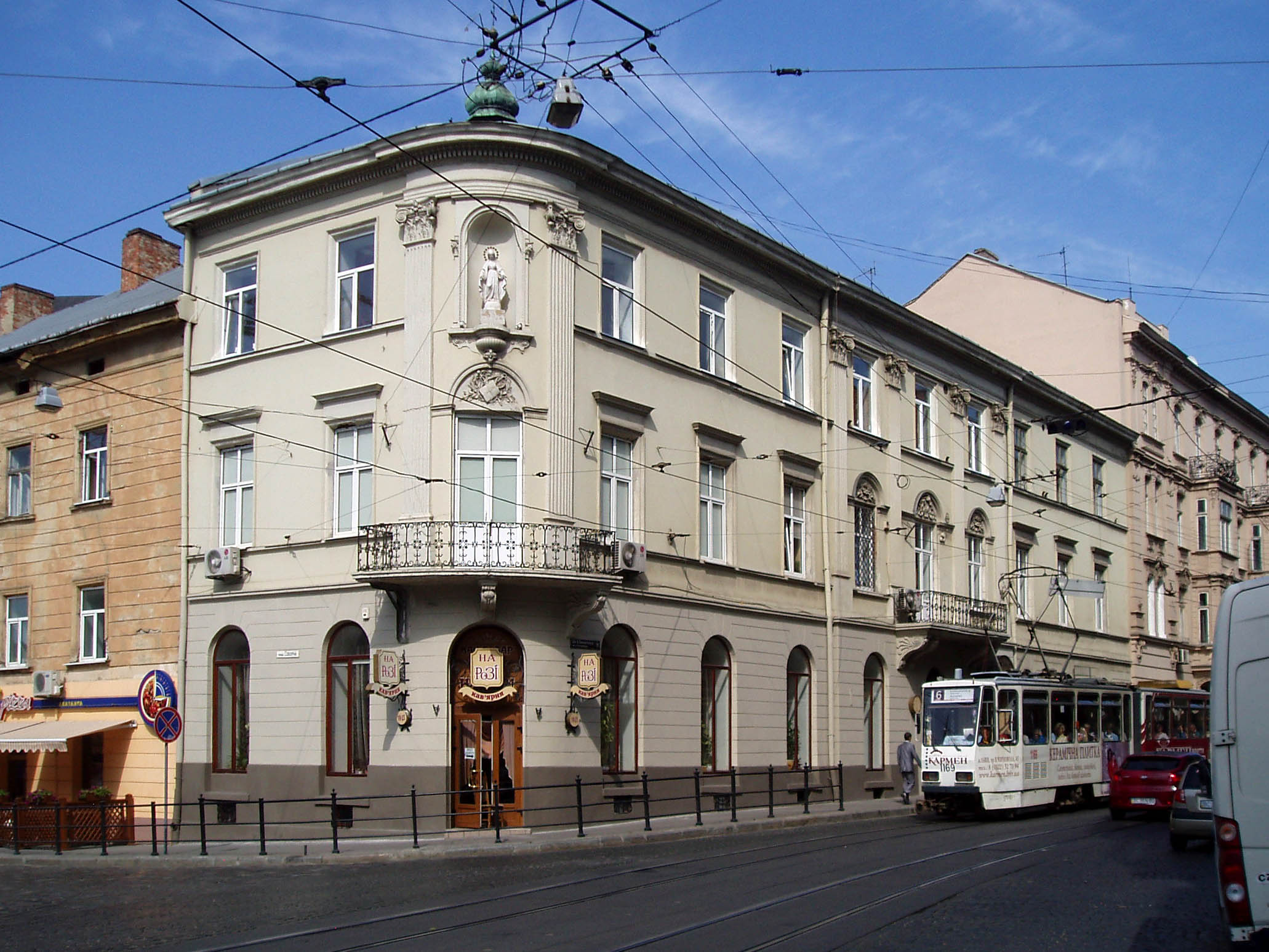
№ 1. Кам'яниця (перша половина XIX століття)

№ 1 — триповерховий будинок, на розі сучасних площі Соборної та вулиці Винниченка, споруджений у першій половині XIX століття в стилі класицизму на місці розібраних фортифікацій бернардинського монастиря. У 1850-х роках його власниками були Анна та Станіслав Родкевичі. У 1877 році половина нерухомості перебувала у власності графині Анни Скарбек (повне ім'я — Станіслава Анна Катажина з Вітвіцьких Скарбек). 30 червня 1892 року будинок придбало Товариство купців та торговельної молоді. У будинку нові власники розмістили бібліотеку, читальню та ігрову залу. До відкриття будинку 8 грудня 1892 року, були зібрані кошти та замовлено фігуру Діви Марії для будинку. Двометрову фігуру виконав відомий львівський скульптор Леонард Марконі, яку встановили у ніші на наріжнику будинку, що над балконом другого поверху. Під час другої світової війни фігуру було втрачено, натомість в часи незалежності, встановлено нову.
У 1892—1894 роках на першому поверсі будинку відкрилася цукерня Д. Кнаппа, яку 1904 року змінила кав'ярня «Сецесія» Яна Мосса. 1911 року купецьке товариство взялося за реконструкцію будинку. Старий проїзд у центрі східного фасаду використали для розширення приміщень, а невеликий магазин справа від колишнього в'їзду переобладнали на вхідні сіни, а також замінили частину старої стелі у кав'ярні. У 1913 році на їх замовлення Валерій Шульман розробив проєкт незначного перепланування кав'ярні. 1925 року архітектор та будівничий Максиміліан Кочур розробив проєкт ґрунтовного перепланування будинку з надбудовою четвертого поверху, який не було реалізовано. У той самий час кав'ярня також змінила власника і стала називатися «Європейською», власником якої наприкінці 1920-х—початку 1930-х років був К. Швайцер.
У 1928 році Товариство купців та торговельної молоді продало будинок і переїхало в інший, що на вул. Легіонів (нині — проспект Свободи), 1. Того ж року власником цього будинку стало Товариство народної школи, де розмістилося керівництво організації для території Східної Галичини. Одразу після купівлі будинку, новими власниками проведено його реконструкцію (перепланування та внутрішня адаптація будинку), зокрема, архітектор Вавжинець Дайчак розробив відповідний проєкт, який затвердили на початку 1929 року. 1937 року під керівництвом інженера-інсталятора Адольфа Майснера здійснювалася заміна каналізації. Товариство діяло до 1939 року.
У радянські часи у приміщенні колишньої кав'ярні «Європейська» від 1952 року працювала дієтична їдальня, від 1990-х років — кав'ярня «На розі». У 1950-х роках в будинку також працював дитячий садок № 1 Ленінського району м. Львова. Від 1990-х років другий поверх будівлі займає Львівська обласна бібліотека для дітей. У 2000-х роках у вікнах сходової клітки були встановлені вітражі.
15 вересня 2020 року Львівська обласна рада продала приміщення книгосховища Львівської обласної універсальної наукової бібліотеки. Приміщення площею 64,8 м² придбав підприємець Іван Кульчицький. Новий власник після реконструкції приміщення книгосховища планує відкрити тут ресторан.

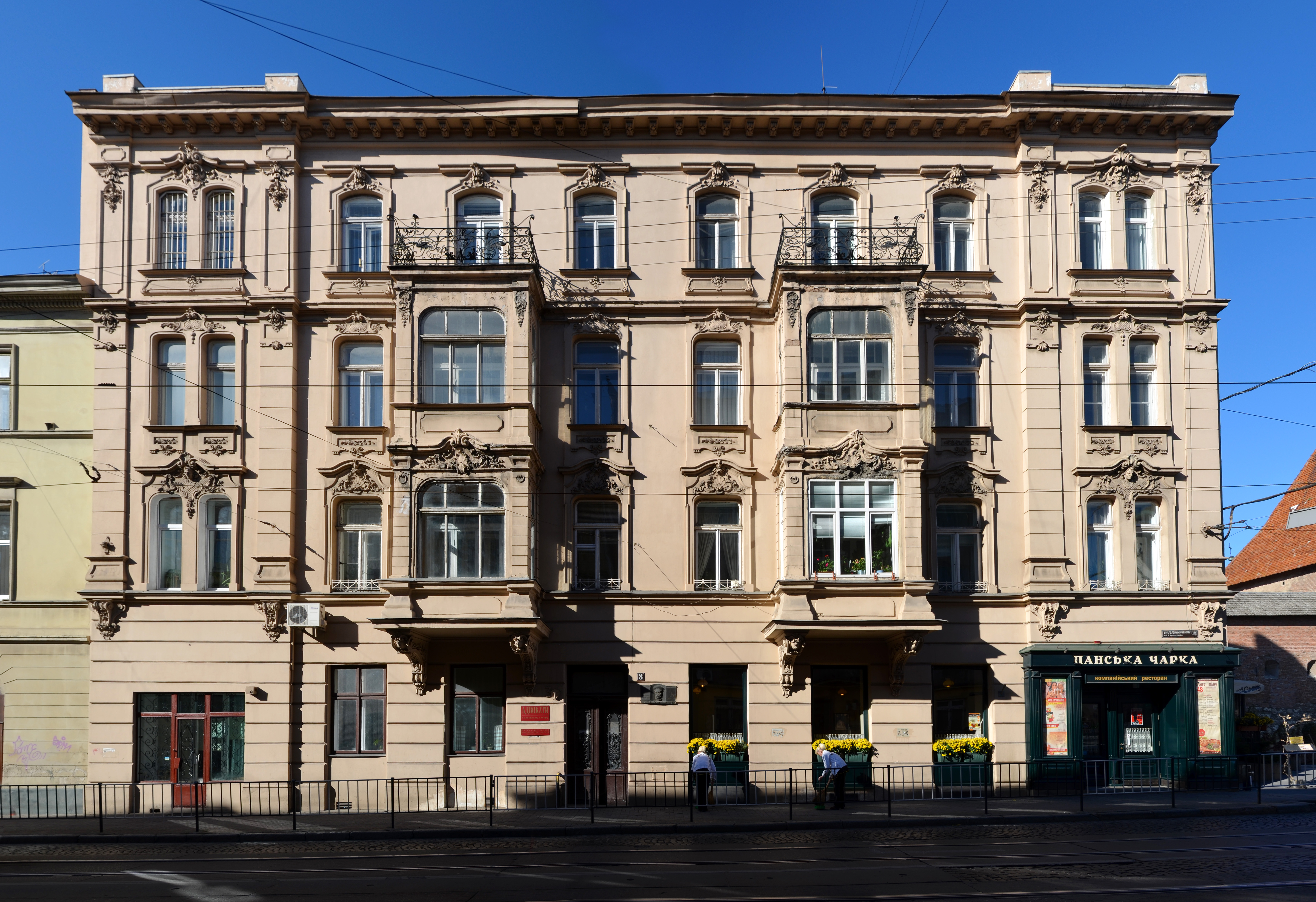
№ 3. Кам'яниця (перша половина XIX століття)

№ 3 — перший будинок на цій ділянці постав близько 1780 року поза фортифікаціями бернардинського монастиря. Наступний триповерховий був збудований для Яна Родкевича у першій половині XIX століття разом з будинком під № 1. В будинку на той час більшість приміщень були кімнатами для винайму, а на першому поверсі працював шинок. З тилу ділянки стояла двоповерхова офіцина, що прилягала до муру бернардинського монастиря. У 1877 році будинок придбала графиня Анна Скарбек (повне ім'я — Станіслава Анна Катажина з Вітвіцьких Скарбек).
У 1892 році цю кам'яницю придбала графиня Альбертина Лончинська. У її планах було звести тут новий чотириповерховий будинок. Проєкт будівничого і члена Ради міста Зигмунта Кендзерського на чотириповерховий будинок, був затверджений будівельним відділом магістрату у березні 1898 року та розпочалося будівництво. Ще до закінчення будівництва, у червні 1898 року Альбертина Лончинська продала нерухомість графові Ізидору Лончинському. 1899 року будівництво завершили, у процесі вносилися незначні зміни до проєкту, які затверджував замість Лончинського його адвокат та уповноважена особа — доктор права Тадеуш Соловій. Скульптурне оздоблення будинку виконав Броніслав Солтис.
Ще до початку першої світової війни власниками будинку стали Станіслав Плятовський та його дружина Кароліна і залишалися ними до 1939 року. На першому поверсі тоді містилася ресторація з крамницею дамлатинських вин «Брати Дідоліч», що згодом змінила назву на «Дідоліч і Прпіч». У 1900 році тут містився магазин цементу Адольфа Кампеля, майстерня військового кравця Г. Маюліка, а також редакція часопису «Garderoba dziecięcia», офіс Польської національної ліги, товариство «Чеська бесіда» та  «Наглік, Вайтхед і спілка». В будинку, до побудови власної кам'яниці на вул. Конопницької, 8, мешкав відомий лікар та судовий експерт Влодзімєж Сєрадзький та інші. У радянські часи в будинку містився гуртожиток Торгово-економічного інституту, у 1950-х роках на першому поверсі працювала шашлична, від 1980-х років — бар та ресторан «Глинянська вежа», від 2010 року — ресторан «Панська чарка». Частину приміщень третього поверху займає Львівська обласна бібліотека для дітей.
На фасаді будівлі у 1994 році встановлено бронзову художньо-меморіальну таблицю, яка сповіщає, що тут 14 січня 1944 року загинув визначний діяч українського національного руху, полковник армії УНР Роман Сушко.

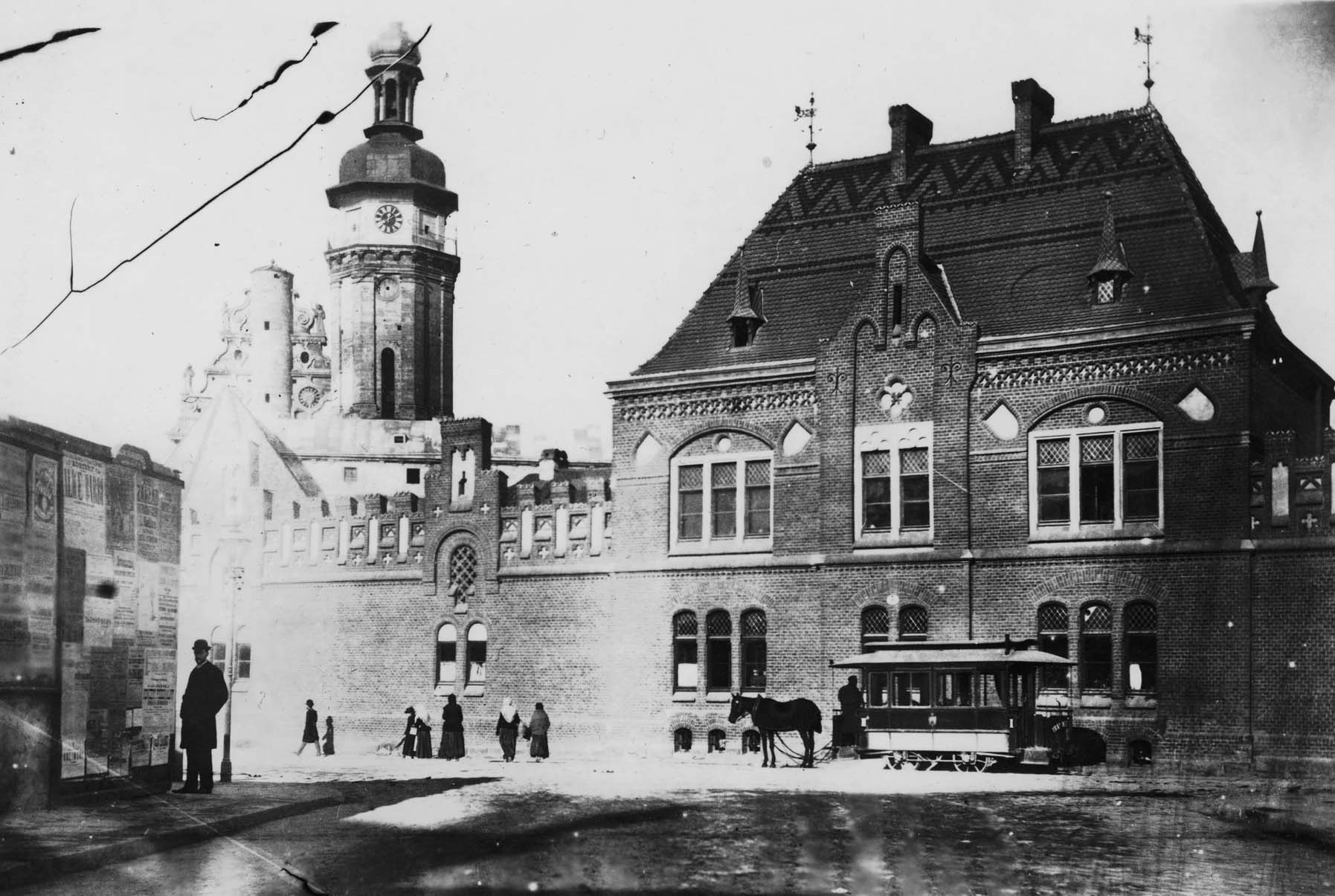
№ 7. Колишня бернардинська пожежна стражниця (не існуюча)

№ 7 — навпроти муру Бернардинського монастиря 1817 року у стилі класицизму було споруджено будівлю «Стражниці пожежної», яку розібрано близько 1880 року. Наступну будівлю однієї з дільниць новоутвореної пожежної команди споруджено у 1883—1885 роках за проєктом архітектора Юліуша Гохберґера у поєднанні рис характерних романському та готичному стилям. Це був одно-двоповерховий, цегляний, нетинькований, будинок, в якому були помешкання сержанта та помп'єрів (пожежників), дві стайні на 14 коней та два склади для насосів та іншого пожежного обладнання. 1901 року із спорудженням нової будівлі міської пожежної команди на вулиці Підвальній, 6 пожежники перейшли до нової спеціалізованої споруди. Певний час будівля не використовувалася і лише 1908 року ії на 25 років віддають у оренду військовим. Разом із військовими будівлю використовувала низка інших установ і наприкінці 1920-х—початку 1930-х років споруда стражниці перетворюється на аварійну, невдовзі, рішенням ради міста стара «вогнева пікета», як називали будівлю львів'яни, була остаточно розібрана. На цьому місці у 1950-х роках встановили квітковий годинник, а 1976 року збудовано підземний перехід та відкрито прохід через стару браму на подвір'я Бернардинського монастиря.

### З парного боку вулиці

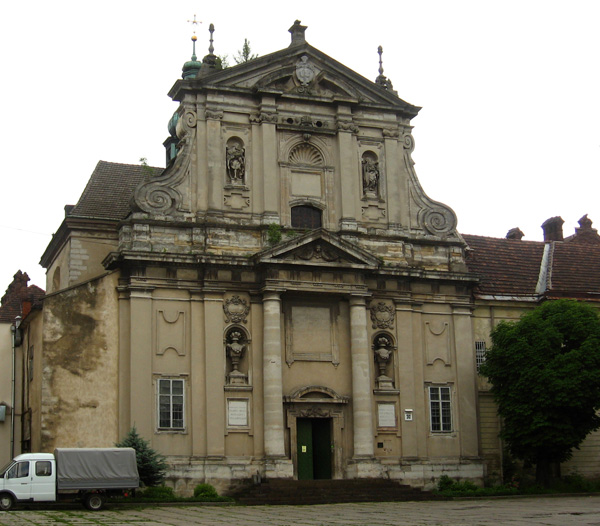
Костел Стрітення (№ 30)

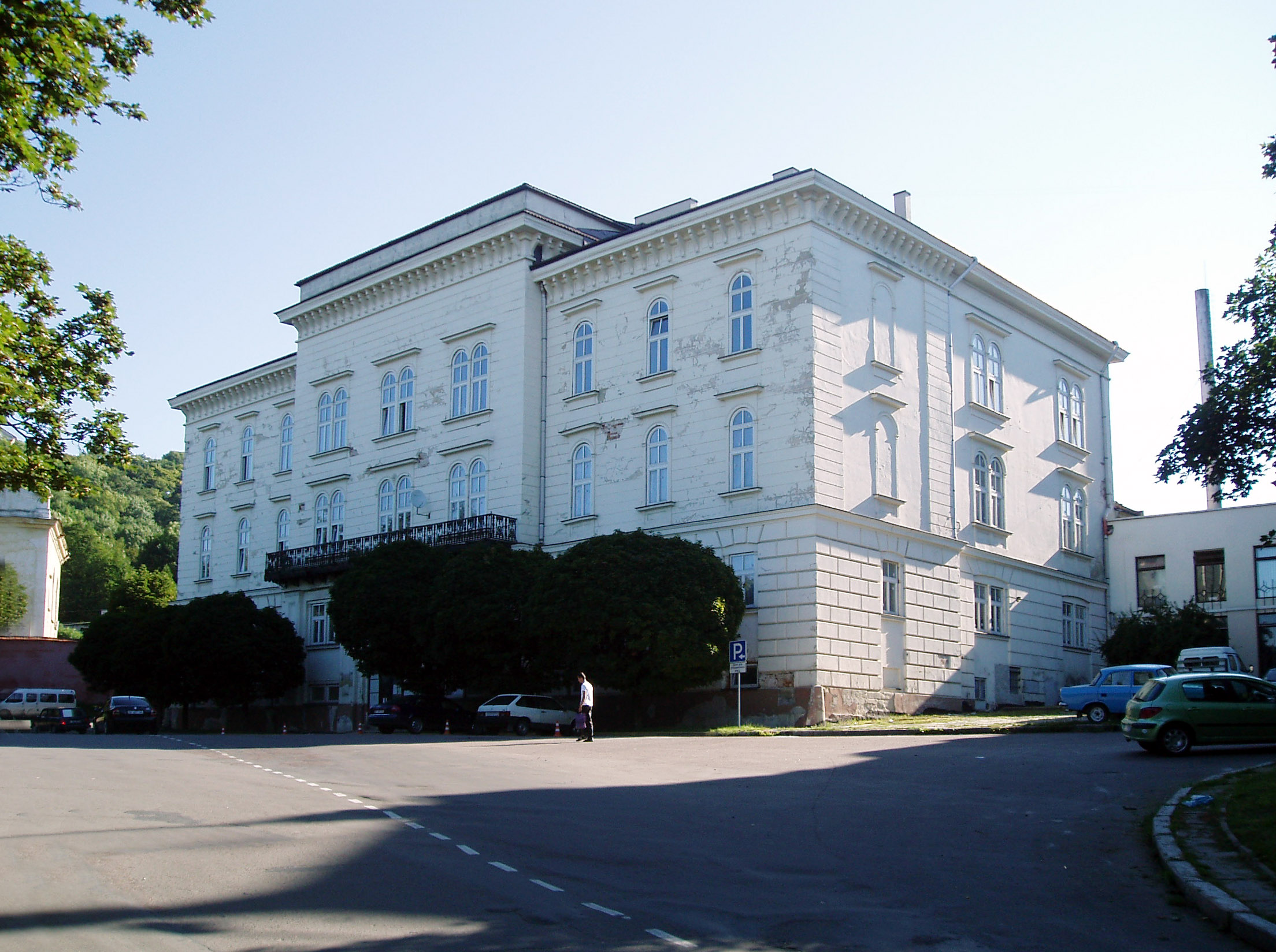
Палац римо-католицьких архієпископів (№ 32)

№ 2 — колишній будинок М. Баворовського, споруджений наприкінці XIX століття за проєктом архітектора Еразма Герматніка.
№ 6 — п'ятиповерховий адміністративний будинок споруджений в стилі функціоналізму. Тут за радянських часів містилися обласне управління житлово-комунального господарства, обласне управління автотранспорту і шосейних доріг та кореспондентський пункт газети «Радянська Україна». Нині на першому поверсі працює ресторан-пивоварня «Кумпель на Митній» та від 2002 року діє Почесне консульство Німеччини у Львові, а на п'ятому поверсі розмістилась телекомпанія «НТА».

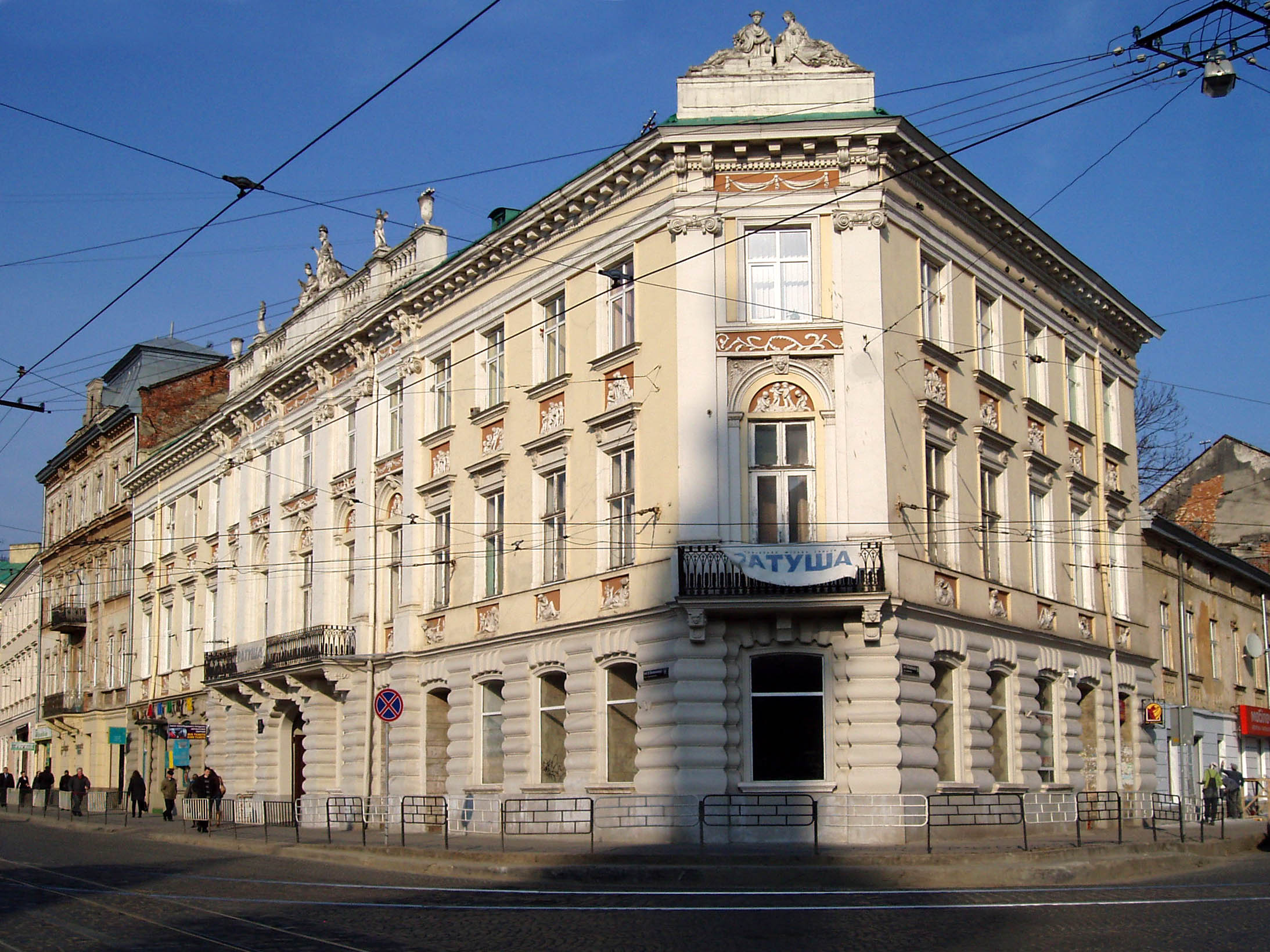
Будинок № 8

№ 8 — будинок на розі з вулицею Личаківською,  споруджений близько 1804—1805 років для друкарні родини Піллерів. Фасад оздоблений скульптурами на аттиках та п'ятнадцятьма рельєфами із зображенням античних богів та путті-ремісників. Усе оздоблення виконано Гартманом Вітвером і його братом Йоганом-Міхаелем. 1839 року перебудована у стилі ампір архітектором Францішеком Томеком для австрійської податкової адміністрації. 1866 року в будинку розташувалося Галицьке музичне товариство (від 1880 року — консерваторія). У 1893—1894 роках в будинку мешкав український письменник Осип Маковей. У другій половині XIX століття в наріжному приміщенні першого поверху містилося поштове відділення, яке припинило існування у 1970-х роках через будівництво підземного переходу до Бернардинського монастиря. Нині перший поверх частково зайнятий виходом із підземного переходу, збудованому у 1976 році. У будинку міститься редакція комунальної газети «Ратуша», декілька приватних помешкань та офісів різних фірм.
У цьому будинку від 1817 року у приватній друкарні львівського поліграфіста Корнелія Піллера діяло «Стоваришування взаємної допомоги членів друкарської справи». Метою організації був захист соціально-економічні прав та інтересів робітників. Вони першими серед друкарень міста відстояли 10-годинний робочий день, скасували дитячу працю та домоглися збільшення зарплатні. 31 січня 2013 року на фасаді будинку встановлено меморіальну таблицю, присвячену 195-літтю від часу заснування першої профспілкової організації в Україні, яка тоді йменувалася, як «Стоваришування взаємної допомоги членів друкарської справи». Авторами бронзової пам'ятної таблиці є львівські скульптори Василь та Микола Гурмаки, архітектори Олег Микита, Андрій Лисенко, які за сприяння генерального директора підприємства «Аргентум» та директора кераміко-скульптурної фабрики Петра Червіня виготовили та встановили її. 

Меморіальна таблиця Дмитру Паліїву у Львові

У 1935—1939 роках в будинку мешкав та працював український політичний і військовий діяч, один з організаторів листопадового повстання 1918 року у Львові, співзасновник УВО Дмитро Паліїв. 15 травня 2011 року відбулося урочисте відкриття і посвячення художньо-меморіальної таблиці Дмитрові Паліїву, встановлену на фасаді будинку. Автор таблиці — відомий львівський скульптор Василь Ярич.
№ 10 — триповерховий житловий будинок був споруджений до 1828 року для графині Аґнєшки Понінської. У той час ковалі Гайнріх та Вільгельм Аренд планували збудувати тут офіцину із кузнею, але отримали відмову від магістрату. 1854 року власником будинку став відомий фармацевт і бальнеолог вірменського походження Теодор Торосевич. На першому поверсі містилася аптека «Під римським цісарем Титусом», заснована Теодором Торосевичем ще у 1819 році. 1856 року за проєктом львівського будівничого Вільгельма Шміда проведена реконструкція будинку під час якої розбудовано офіцини, а також, широкий в'їзд до подвір'я у центрі будинку переробили на вхід з правого краю будинку.
Після смерті Торосевича у 1876 році будинок та аптека перейшли його дружині Юзефі, але згодом будинок з аптекою придбав фармацевт,  член міської ради Анджей Кохановський. 1889 року на його замовлення львівський архітектор Адольф Кун розробив проєкт реконструкції цього будинку у стилі історизму, мансардний поверх переробили на повноцінний четвертий поверх. Перебудова завершилася у грудні 1890 року і будинок набув сучасного вигляду. 1893 року Кохановський помер й до 1895 року років аптека та будинок перейшли його дружині Ружі. Аптечною справою їй допомагав магістр фармацевтики Ян Лісовський, котрий згодом перейшов працювати у аптеку при Загальному крайовому шпиталі. 1895 року власником аптеки став Антоній Ербар, за керівництва якого у 1903 році відбулося перенесення аптеки «Під римським цісарем Титусом» з цього будинку на вул. Личаківську, 3.
Після 1893 року власницею будинку ненадовго стала Ядвіґа Стечковська, яка вже 1898 року його продала його гірничому комісарові Здіславу Подґурському. Співвласниками стали його дружина Софія з Богдановичів та Казимира Савицька. У 1900 році Подґурський замінював аптечні вітрини у будинку за проєктом Івана Левинського, столярні роботи виконав Францішек Тенерович. У 1916 році власником будинку був підприємець Нухім Сімхе Бомбах, у 1935 році — Ґілель і Ґізеля Ґрюнфельди. У більшості приміщень першого поверху містилися різні крамниці. У 1934 році проведена незначна реконструкція приміщень за проєктом будівничого Владислава Вілкона. У наш час будинок зазнав перепланувань та руйнувань, замінена покрівля даху та втрачені ковальські дахові парапети. Нині на першому поверсі міститься відділення № 33 ПриватБанку та крамниця жіночого одягу «Марі».
№ 12 — триповерховий будинок споруджений у 1810—1820-х роках. 1851 року його власницею була Анна Ностіц, 1856 року будинок належав торговцю Карлу Вернеру. Після смерті Вернера, будинок успадкували його дочка Кароліна та її чоловік банкір Авґуст Шелленберґ. 1892 року проведено реконструкцію складського приміщення з тилу ділянки на житло за проєктом архітектора Яна Шульца, а 1894 року будинок підключили до міської каналізації. До 1911 року будинок належав спадкоємцям Авґуста Шелленберґа, зокрема, Артурові із дружиною Авґустою Вельш де Вельшенау. Артур продовжував батьківський бізнес — банківську фірму «Авґуст Шелленберґ і син», до власної смерті у 1908 році. Ще один син Авґуста та Кароліни — Леопольд Шелленберґ, лікар-гінеколог та член Лікарського товариства у Львові, певний час мав приймальню у цьому будинку. Між 1908 та 1911 роками Леопольд Шелленберґ продав кам'яницю своєму колезі, також лікарю-гінекологу, Едвардові Жерару де Фестенбурґу, який крім того був ще президентом Лікарської Палати. 1911 року на замовлення де Фестенбурґа була проведена незначна реконструкція будинку. Після його смерті у 1914 році певний час будинок перебував у власності його дружини Гелени з Савицьких.
Близько 1920 року власниками будинку стали організація «Книжниця Польська» Вчительського товариства вищих шкіл, що займалася виданням освітньої літератури польською мовою, а також графічний заклад «Графія», друкарня та палітурня. 1921 року у Львові заснована акційна спілка «Атляс», що спеціалізувалася на друці карт, її очолив Євґеніуш Ромер. Разом ці організації утворили спілку «Книжниця-Атляс», яка містилася у цьому будинку та на вул. Зеленій, 20.
1922 році на замовлення «Ґрафії» архітектор та будівничий Едмунд Жихович виконав проєкт, згідно якого вікно першого поверху перетворили на широку браму (в'їзд на подвір'я), над нею мав бути перенесений балкон з другого поверху будинку, але від ідеї з балконом згодом відмовилися. У 1924 році Жиховичем розроблений проєкт будівництва нової друкарні у подвір'ї цього будинку, згідно з яким будівлю помістили посеред подвір'я. Розрахунок залізобетонних конструкцій здійснив професор Львівської політехніки Ян Богуцький.
По війні, потужності «Книжниці-Атляс» перейшли до Львівського поліграфічного інституту (нині — Українська академія друкарства). На місці читальні від 2000—х років діє кав'ярня-книгарня «Кабінет», що займає перший поверх і підвал будинку. Також, у будинку містяться офіси низки громадських організацій, Відділ містобудування та архітектури Львівської обласної державної адміністрації, а 9 серпня 2017 року тут ще відкрилося Почесне консульство Королівства Нідерландів у Львові.

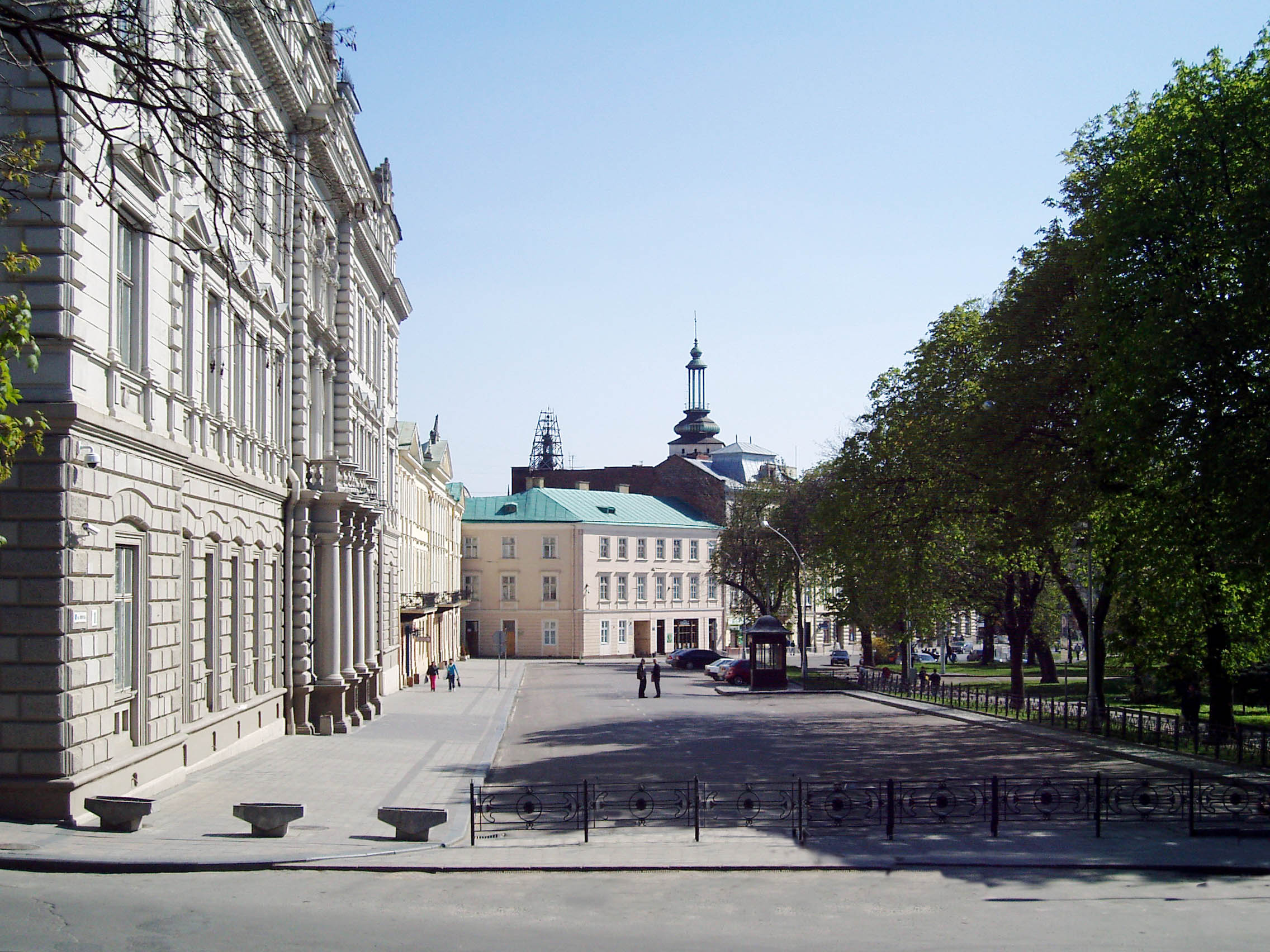
Будинки № 14, 16, 18 (з ліва на право), в яких розмістились установи Львівської обласної ради та Львівської обласної державної адміністрації

№№ 14, 16 — Палац губернаторів перебудований у стилі ампір з колишнього палацу Ф. Краттера, для губернатора Галичини Франца Серафа фон Гауера, котрий замешкав у перебудованому палаці від 1821 року. Нині у будинку № 16 знаходиться сесійна зала Львівської обласної ради. 23 вересня 2008 року обидва будинки внесено до переліку пам'яток культурної спадщини, що не підлягають приватизації.
№ 18 — будівля Львівської обласної ради та Львівської обласної державної адміністрації, початково збудований для Галицького намісництва, тут також містився архів намісництва. В часи першої світової війни тут розмістився штаб 8-ї російської армії. У листопаді 1918 року тут знаходився Секретаріат закордонних справ ЗУНР. Від 1940 року тут містився обласний комітет Компартії України. Будинок зведено у 1876—1884 роках у стилі неоренесансу за спільним проєктом архітекторів Фелікса Ксенжарського та Сильвестра Гавришкевича. Скульптурне оздоблення вестибюля і сходової клітки виконав Леонард Марконі. На фасаді встановлено меморіальну табличку про те, що тут у 1990—1992 роках головою Обласної ради працював В'ячеслав Чорновіл. 23 вересня 2008 року будівлю внесено до переліку пам'яток культурної спадщини, що не підлягають приватизації. Нині у будинку перебувають підрозділи виконавчого апарату Львівської обласної ради, управління та відділи Львівської обласної державної адміністрації та представництво Міністерства закордонних справ України.
Попередній будинок, що стояв на цьому місці — палац Холоневських, споруджений у 1818—1820 роках за проєктом Фридерика Баумана у стилі класицизму, оздоблений циклом рельєфів на тему троянської війни скульптора Антона Шімзера. Від 1830 року будинок належав графам Адаму і Здиславу Замойським, а згодом — Альфреду Млоцькому. Близько 1863 року тут діяло фотоательє Рудольфа Едера. Поруч у XVIII століття був невеликий палац Коморовських, в якому містився заїзд диліжансової пошти, що утримувала комунікацію між Львовом і Віднем.
№ 20а — двоповерхова будівля колишнього монастиря Ордену кармелітів босих. У березні 2023 року в приміщенні колишньої кав'ярні «Кармель» відкрили кафе «Республіка Святого Саду» у пам'ять про його засновника Дмитра Пащука, який загинув 12 березня 2023 року на Херсонщині.

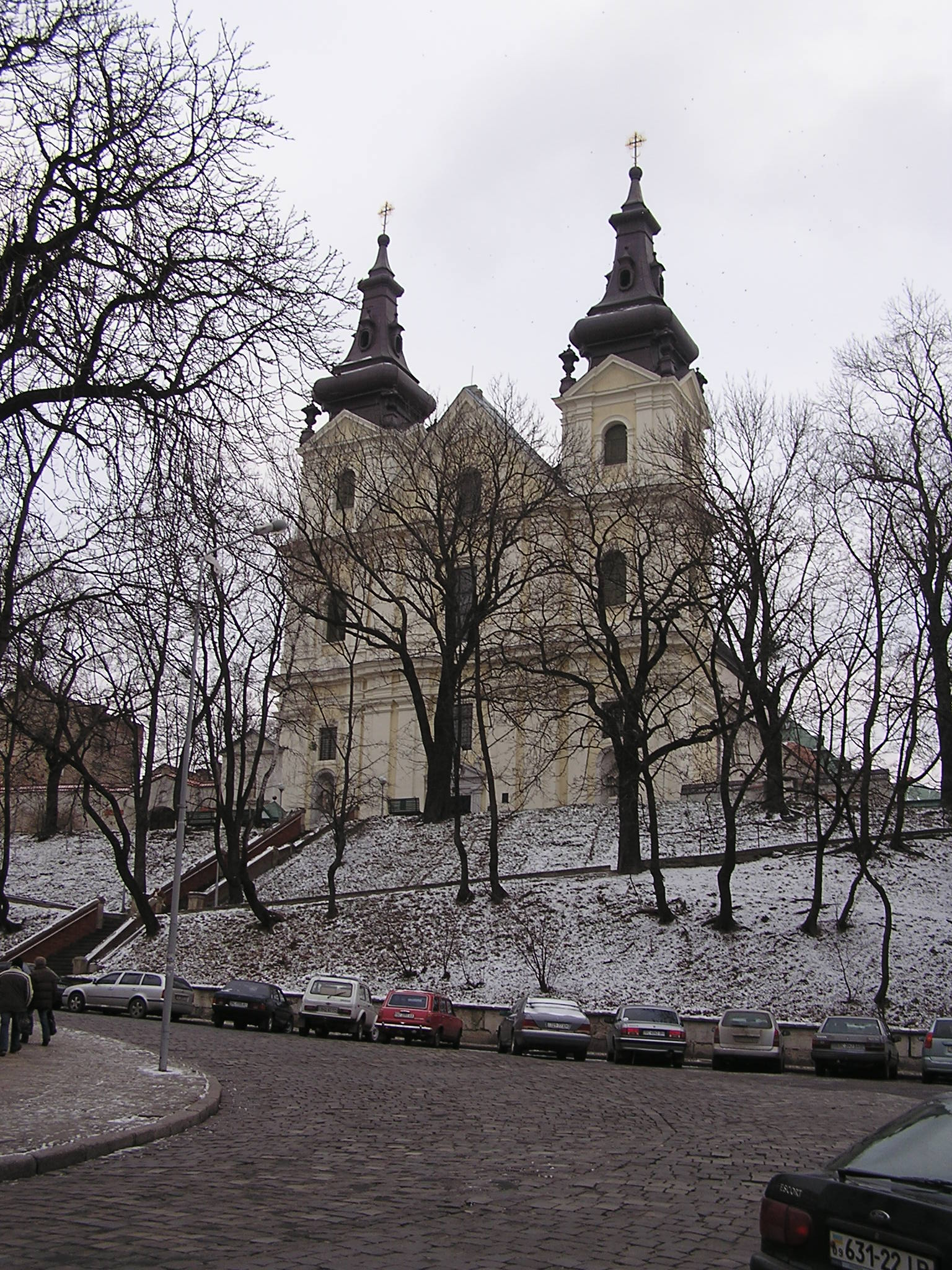
Монастир кармелітів босих (№ 22)

№ 22 — храм Архистратига Михаїла і монастир студитів УГКЦ. Розташований на пагорбі, колись званому Галюсівським. Початково належав римо-католицькому орденові кармелітів босих. Будівництво храму розпочали у 1634 році за сприяння маґнатів Олександра Заславського, Олександра Куропатви, кармеліта Адама Покоровича. Будівничим, ймовірно був брат Адама — Ян Покорович. Будівництво тривало упродовж 1634—1641 років. Завершено мурування склепінь вже на початку XVII століття. 6 вересня 1642 року у новозбудованому монастирі поблизу костелу оселилися отці кармеліти, тоді ж було освячено костел. У 1648 році під час облоги Львова військами Богдана Хмельницького, костел був зруйнований і тривалий час простояв потім без склепінь. Завдяки Адаму Клосінському, у другій половині XVII століття кармеліти відбудовували храм та монастир під керівництвом королівського інженера Яна Беренса. У вересні 1704 року укріплений монастир кармелітів босих здобули шведські війська на чолі з Карлом ХІІ. У 1717 році кармелітам вдалось відновити костел. У 1731—1732 роках італійський художник Джузеппе Педретті спільно з Бенедиктом Мазуркевичем виконали фресковий розпис стін та склепіння. Сучасного вигляду костел набув у XIX столітті. Вежі спроєктовані Алоїзом Вондрашкою у 1835—1849 роках завершено аж у 1906 році під час реставрації архітектором Владиславом Галицьким. Розписи виконано Джузеппе Карло Педретті разом з учнем Бенедиктом Мазуркевичем. Частково збереглось скульптурне оздоблення XVIII століття Антона Штиля. Головний вівтар XVII століття ймовірно виконав Олександр Прохенкович. Збереглися залишки монастирських укріплень XVII століття від вулиці Просвіти.
№ 24 — триповерхова чиншова кам'яниця, споруджена у 1837—1838 роках за проєктом архітекторів Йогана Зальцмана та Флоріана Ондерки для дружини львівського купця Едварда Габленца, Алоїзії, на частині міських ґрунтів, що у XVII столітті належали родині Жолкєвських, згодом — Якову Собеському, батькові Яна III Собеського. 2 листопада 1841 року член відділу магістрату Едвард Копецький придбав цю кам'яницю, але вже за два роки, у 1846 році відпродав його Маврицію Зубу Здановичу. Після смерті Мавріція Здановича у 1849 році, частина будинку перейшла його синові Антонію.
У 1845—1847 роках будинок винаймав губернатор Моравії граф Леопольд Лазанський, що у Львові виконував обов'язки губерніального віце-президента. 1854 року Антон Зданович провів у кам'яниці деякі адаптаційні роботи (добудував нові туалети), а 1857 року у подвір'ї збудував стайню та возівню. 1864 році повновладною власницею цього будинку на тодішній площі Архієпископській, 1-4/4 стала княгиня Кароліна Любомирська.
У 1864—1865 роках вона завершила кам'яницю добудовою чотиривіконної вставки з балконом від тодішньої вулиці Стрільницької (нині вул. Лисенка), з'єднавши її з сусіднім будинком № 3, використавши для цього незабудовану ділянку між будинками. Автором вставки був архітектор Йозеф Енґель. 1903 року власницею будинку була Єроніма Любомирська, а вже 1904 року за проєктом Антона Конинського у внутрішньому подвір'ї були споруджені господарські будівлі, що нині використовуються як приватні гаражі.
1912 року придбаний Науковим товариством імені Шевченка. Ще 1912 року секретар НТШ Володимир Гнатюк звернувся до магістрату за дозволом розібрати дві стіни у приміщенні для музейних збірок. Будівельне управління магістрату дало дозвіл. Проєкт виконав Володимир Підгородецький. Тоді ж була проведена реконструкція двох кутових кімнат за спільним проєктом Івана Левинського та інженера Ярослава Ганкевича. На першому поверсі було розміщено бібліотеку товариства (близько 150 тис. томів), на другому — музей етнографічної тематики, а також археологічних знахідок. У будинку містилась природознавча збірка, однак через нестачу місця не експонувалась. Від 1982 року в будинку в колишньому книгосховищі бібліотеки НТШ міститься відділ українознавчої літератури Львівської наукової бібліотеки імені Василя Стефаника. Також у будинку містяться НДЦ «Рятівна археологічна служба» ІА НАН України, Львівське відділення Інституту української археографії та джерелознавства імені М. С. Грушевського. 23 вересня 2008 року будівлю внесено до переліку пам'яток культурної спадщини, що не підлягають приватизації. За часів незалежності на фасаді будинку встановлено меморіальні таблиці визначним українським діячам: Лесі Українці, Філарету Колессі, Ярославу Дашкевичу, а також Борису Грінченку, що була встановлена ще у 1988 році та відновлена у 2002 році.
№ 26 — будинок споруджений 1879 року за проєктом Міхала Фехтера на замовлення власника ділянки, члена міської ради (секція будівництва) Петра Вайди. До йосифінської реформи 1784 року на цьому місці був двір із господарськими будівлями жіночого монастиря кармеліток босих, що по реформі відійшов до фонду релігійного майна Після націоналізації, 1786 року дирекція духовних дібр Львова продало його львівському стельмахові («каретникові») Якову Велькеру. 8 лютого 1802 року маєток придбаний Каспаром і Єлизаветою Захерль, пізніше успадкований їх дітьми, а у 1865 році проданий купцю Леопольдові Габерману, котрий у тому ж році провів реконструкцію двоповерхового будинку. 17 жовтня 1875 року Габерман продає будинок подружжю Петра і Гонорати Вайдів, котрі уже в наступному ж році замовляють проєкт реконструкції у Міхала Фехтера. Однак перший проєкт не був реалізований, натомість було зведено новий будинок у 1879—1880 роках за другим проєктом Фехтера. До побудови 1887 року власного будинку на нинішній вулиці Січових стрільців, 3 тут перебувала дирекція залізниці. До 1896 року будинок мав № 28, коли на прохання Вайди був змінений магістратом на № 26.
5 серпня 1898 року будинок продано Науковому товариству імені Шевченка (договір купівлі-продажу підписаний особисто Костем Левицьким та Євгеном Озаркевичем). Вартість придбаного будинку становила 240 тисяч корон, з яких 90 тисяч виділив для цих потреб професор медицини Павло Пелехін (Пелехин). Товариство перенесло сюди свою бібліотеку, котра проіснувала до 1907 року. З січня 1899 року тут функціювало Товариство для розвою руської штуки. У 1912 році проведено реконструкцію офіцини під керівництвом архітекторів Володимира Підгородецького та Івана Левинського, де було облаштовано друкарню та палітурню товариства. Решта будинку винаймалась як житло орендарями.
1964 року на фасаді будинку була встановлена мармурова меморіальна таблиця, яка сповіщала, що у 1901—1903 роках тут було сховище ленінської «Іскри» та іншої російської літератури  соціал-демократичного спрямування. На початку 1990-х років таблицю було демонтовано. 1981 року фасаді встановлено пам'ятну таблицю Іванові Франкові (скульптор Теодозія Бриж, архітектор Л. Романюк). 1994 року встановлено бронзову таблицю з горельєфним зображенням Ярослави Музики, яка мешкала тут у 1909—1973 роках. Скульптор Еммануїл Мисько, архітектор Василь Каменщик.
№ 28 — будинок споруджений у 1879—1880 роках у стилі французького неоренесансу за проєктом архітектора Міхала Фехтера як міська вілла Пйотра Вайди. Фасад та репрезентативні інтер'єри декоровані ліпниною видатного львівського скульптора Леонарда Марконі. Пйотр Вайда та його дружина Гонората залишалися власниками будинку до 1900 року. 24 січня 1900 року будинок придбав Адольф Веселовський, у 1916—1936 роках будинок належав Римо-католицькій релігійній фундації. Від радянських часів — багатоквартирний житловий будинок. 
№ 30. Колишній Костел Стрітення і монастир кармеліток босих або ж діюча церква Стрітення Господнього, споруджена за проєктом архітектора Джованні Баттиста Джизлені у 1644—1692 роках. За взірець він взяв храм Санта Сусана у Римі, архітектором якого був Карло Мадерно. Храм однонавний хрещатий (з трансептом). Над трансептом розміщено невеликий купол, завершений сигнатуркою. З двох боків від порталу у нішах стоять вази, на другому ярусі — скульптури святого Йосифа та святої Терези Авільської, виконані Андреасом Шванером. Храм  реставровано і 1976 року там відкрився Львівський обласний будинок якості, метрології та стандартизації (нині — Державне підприємство «Науково-дослідний інститут метрології вимірювальних і управляючих систем», при вулиці Кривоноса, 6). Нині належить греко-католицькій громаді. У монастирі до 2005 року містився Прикарпатський інститут імені Михайла Грушевського Міжрегіональної Академії управління персоналом (нині — Прикарпатський інститут імені Михайла Грушевського ПАТ «ВНЗ „Міжрегіональна Академія управління персоналом“», функціює у Трускавці).
№ 32. Палац латинських архієпископів. Споруджений у 1842—1844 роках у стилі бідермаєру Йоганом Зальцманом на кошти архієпископа Франца Піштека. На аттику було розміщено п'ять скульптур католицьких святих. Ймовірно авторства віденського скульптора Йозефа Клебера. Скульптури усунуто під час перебудови 1866 року. Реставрований у 1886 році. 1939 року відібраний у римо-католицької курії, після чого тут було розміщено радянську військову частину. Інтер'єр було знищено, проведено переобладнання приміщень, вивезено усі меблі. 1941 року німецька адміністрація повернула палац Римо-католицькій церкві. По війні, від 1944 року в палаці був розміщений військовий шпиталь. Від 1972 року у будинку містився науково-дослідний інститут «Система», де розроблялися технології для військово-промислового комплексу СРСР. У 2001 році Кабінет Міністрів України постановив передати будинок курії Львівської архідієцезії римо-католицької церкви до 1 січня 2005 року. 25 червня 2001 року під час свого візиту в Україну Палац римо-католицьких архієпископів відвідав Папа Римський Іван Павло II і після цього будівля була остаточно передана до управлінню Львівської архідієцезії римо-католицької церкви.